# Лиляна Пенчева
Лиляна Георгиева Пенчева е български сценарист и режисьор.

## Биография
Родена е в град Кюстендил на 18 юли 1921 г. Умира през 1987 г. Завършва през 1952 г. ВИТИЗ „Кръстьо Сарафов" със специалност театрална режисура.

## Филмография
Като режисьор
- Аероплани (1973)
- Господинката (1974)
- Задача с много неизвестни (1977)
- Фаталната запетая (1979)
- За една тройка (1983)
- Кучето и влюбените (1986)

Като сценарист
- Черният щъркел (1978)
- Кучето и влюбените (1986)